# Glikoprotein 130
Glikoprotein 130 (takođe poznat kao gp130, IL6ST, IL6-beta ili CD130) je transmembranski protein. On je osnivački član klase citokinskih receptora. On formira jednu podjedinicu tipa I citokinskih receptora u  receptorskoj familiji. On se često naziva zajedničkom gp130 podjedinicom, i važan je za signal transdukciju nakon interakcije sa citokinom. Kao i drugi citokinski receptori tipa I, gp130 poseduje WSXWS aminokiselinski motiv koji osigurava korektno proteinsko savijanje i vezivanje liganda. On interaguje sa Janus kinazom da bi izazvao intracelularni signal nakon interakcije receptora sa ligandom. Strukturno, gp130 se sastoji od pet fibronektin tip-III domena i jednog imunoglobulinu-sličnog C2-tipa domena na njegovom ekstracelularnom delu.

## Karakteristike
Svi članovi IL-6 receptorske familije formiraju kompleks sa gp130 proteinom, i putem njega prenose signal. Na primer, IL-6 se veže za IL-6 receptor. Kompleks ova dva proteina se onda asocira sa gp130. Taj kompleks od 3 proteina se homodimerizuje da formira heksamerni kompleks koji može da proizvede nizvodne signale. Postoje mnogi drugi proteini koji se asociraju sa gp130, kao što su kardiotrofin 1 (CT-1), inhibitorni faktor leukemije (LIF), cilijarni neurotrofni faktor (CNTF), onkostatin M (OSM), i IL-11. Postoji takođe nekoliko drugih proteina koji imaju strukturnu sličnost sa gp130, sadrže WSXWS motiv i očuvane cisteinske ostatke. Članovi ove grupe su: LIF-R, OSM-R, i G-CSF-R.

## Gubitak
je važan deo mnogih različitih tipova signalnih kompleksa. Inaktivacija gp130 proteina je letalna kod miševa. Homozigotni miševi nakon rođenja ispoljavaju brojne defekte, jedan od kojih je poremećeni razvoj ventrikularnih miokardijuma. Hematopoetski efekti obuhvataju redukovanje brojeva stem ćelija u slezini i jetri.

## Prenos signala
nema unutrašnju tirozin kinaznu aktivnost. Umesto toga, on je fosforilisan na tirozin ostacima nakon kompleksiranja sa drugim proteinima. Fosforilacija dovodi do asocijacije sa JAK/Tyk tirozin kinazama i  proteinskim transkripcionim faktorima Specifično, STAT-3 se aktivira, što dovodi do aktivacije mnogih nizvodnih gena. Drugi putevi aktivacije su  i MAPK signalizacija.

## Interakcije
Za glikoprotein 130 je bilo pokazano interaguje sa TLE1, , , , Leukemijski inhibitorni faktor receptorom, , Janus kinaza 1 i .

## Literatura
- Ip NY; Nye SH; Boulton TG;  . (1992). „CNTF and LIF act on neuronal cells via shared signaling pathways that involve the IL-6 signal transducing receptor component gp130.”. Cell. 69 (7): 1121—32. PMID 1617725. doi:10.1016/0092-8674(92)90634-O.
- Hibi M; Murakami M; Saito M;  . (1991). „Molecular cloning and expression of an IL-6 signal transducer, gp130.”. Cell. 63 (6): 1149—57. PMID 2261637. doi:10.1016/0092-8674(90)90411-7.
- Taga T; Hibi M; Hirata Y;  . (1989). „Interleukin-6 triggers the association of its receptor with a possible signal transducer, gp130.”. Cell. 58 (3): 573—81. PMID 2788034. doi:10.1016/0092-8674(89)90438-8.
- Rodriguez C; Grosgeorge J; Nguyen VC;  . (1995). „Human gp130 transducer chain gene (IL6ST) is localized to chromosome band 5q11 and possesses a pseudogene on chromosome band 17p11.”. Cytogenet. Cell Genet. 70 (1-2): 64—7. PMID 7736792. doi:10.1159/000133993.
- Narazaki M; Yasukawa K; Saito T;  . (1993). „Soluble forms of the interleukin-6 signal-transducing receptor component gp130 in human serum possessing a potential to inhibit signals through membrane-anchored gp130.”. Blood. 82 (4): 1120—6. PMID 8353278.
- Davis S; Aldrich TH; Stahl N;  . (1993). „LIFR beta and gp130 as heterodimerizing signal transducers of the tripartite CNTF receptor.”. Science. 260 (5115): 1805—8. PMID 8390097. doi:10.1126/science.8390097.
- Murakami M; Hibi M; Nakagawa N;  . (1993). „IL-6-induced homodimerization of gp130 and associated activation of a tyrosine kinase.”. Science. 260 (5115): 1808—10. PMID 8511589. doi:10.1126/science.8511589.
- Sharkey AM; Dellow K; Blayney M;  . (1996). „Stage-specific expression of cytokine and receptor messenger ribonucleic acids in human preimplantation embryos.”. Biol. Reprod. 53 (4): 974—81. PMID 8547494. doi:10.1095/biolreprod53.4.974.
- Mosley B; De Imus C; Friend D;  . (1997). „Dual oncostatin M (OSM) receptors. Cloning and characterization of an alternative signaling subunit conferring OSM-specific receptor activation.”. J. Biol. Chem. 271 (51): 32635—43. PMID 8999038. doi:10.1074/jbc.271.51.32635.
- Lee IS; Liu Y; Narazaki M;  . (1997). „Vav is associated with signal transducing molecules gp130, Grb2 and Erk2, and is tyrosine phosphorylated in response to interleukin-6.”. FEBS Lett. 401 (2-3): 133—7. PMID 9013873. doi:10.1016/S0014-5793(96)01456-1.
- Auguste P; Guillet C; Fourcin M;  . (1997). „Signaling of type II oncostatin M receptor.”. J. Biol. Chem. 272 (25): 15760—4. PMID 9188471. doi:10.1074/jbc.272.25.15760.
- Schiemann WP, Bartoe JL, Nathanson NM (1997). „Box 3-independent signaling mechanisms are involved in leukemia inhibitory factor receptor alpha- and gp130-mediated stimulation of mitogen-activated protein kinase. Evidence for participation of multiple signaling pathways which converge at Ras.”. J. Biol. Chem. 272 (26): 16631—6. PMID 9195977. doi:10.1074/jbc.272.26.16631.
- Diamant M; Rieneck K; Mechti N;  . (1997). „Cloning and expression of an alternatively spliced mRNA encoding a soluble form of the human interleukin-6 signal transducer gp130.”. FEBS Lett. 412 (2): 379—84. PMID 9256256. doi:10.1016/S0014-5793(97)00750-3.
- Koshelnick Y; Ehart M; Hufnagl P;  . (1997). „Urokinase receptor is associated with the components of the JAK1/STAT1 signaling pathway and leads to activation of this pathway upon receptor clustering in the human kidney epithelial tumor cell line TCL-598.”. J. Biol. Chem. 272 (45): 28563—7. PMID 9353320. doi:10.1074/jbc.272.45.28563.
- Kim H, Baumann H (1998). „Transmembrane domain of gp130 contributes to intracellular signal transduction in hepatic cells.”. J. Biol. Chem. 272 (49): 30741—7. PMID 9388212. doi:10.1074/jbc.272.49.30741.
- Bravo J, Staunton D, Heath JK, Jones EY (1998). „Crystal structure of a cytokine-binding region of gp130.”. EMBO J. 17 (6): 1665—74. PMC 1170514 . PMID 9501088. doi:10.1093/emboj/17.6.1665.
- Barton VA, Hudson KR, Heath JK (1999). „Identification of three distinct receptor binding sites of murine interleukin-11.”. J. Biol. Chem. 274 (9): 5755—61. PMID 10026196. doi:10.1074/jbc.274.9.5755.
- Hirota H; Chen J; Betz UA;  . (1999). „Loss of a gp130 cardiac muscle cell survival pathway is a critical event in the onset of heart failure during biomechanical stress.”. Cell. 97 (2): 189—98. PMID 10219240. doi:10.1016/S0092-8674(00)80729-1.
- Tacken I; Dahmen H; Boisteau O;  . (1999). „Definition of receptor binding sites on human interleukin-11 by molecular modeling-guided mutagenesis.”. Eur. J. Biochem. 265 (2): 645—55. PMID 10504396. doi:10.1046/j.1432-1327.1999.00755.x.
- Chung TD; Yu JJ; Kong TA;  . (2000). „Interleukin-6 activates phosphatidylinositol-3 kinase, which inhibits apoptosis in human prostate cancer cell lines.”. Prostate. 42 (1): 1—7. PMID 10579793. doi:10.1002/(SICI)1097-0045(20000101)42:1<1::AID-PROS1>3.0.CO;2-Y.

## Spoljašnje veze
- Cytokine+Receptor+gp130 на 